# Distretto di Ahuac
Il distretto di Ahuac  è uno dei nove distretti della provincia di Chupaca, in Perù. Si trova nella regione di Junín e si estende su una superficie di  72,04 chilometri quadrati.